# Pietro Cavaro
Pietro Cavaro (Cagliari, ... - Cagliari, 1537) est un peintre sarde qui fut actif en Sardaigne de la fin du XVe au début du XVIe siècle.

## Œuvres
- Vergine dei Sette Dolori, chiesa di Santa Rosalia, Cagliari, (partie du retable provenant de l'église du Gesù),
- Santi Pietro e Paolo, Pinacothèque nationale de Cagliari, (provenanr[Quoi ?] de l'église San Giacomo),
- Retable dei Consiglieri, Municipio, Cagliari,
- Retable Villamar (1518), daté et signé,
- Retable Santo Cristo d'Oristano (1533), daté,
- Sant'Agostino in cattedra, Sant'Agostino orante et Pietà di Tangeri, retables, Pinacothèque nationale de Cagliari,
- Retable dei Beneficiati (attribution contestée), Cathédrale Sainte-Marie de Cagliari, (attribué aussi à Pedro Machuca et au Maestro di Ozieri).